# 宝永正字丁銀
宝永正字丁銀（ほうえいせいじちょうぎん）とは宝永7年（1710年）に、朝鮮通信使または琉球からの使節に贈る特鋳銀として発行された丁銀の一種で秤量銀貨であり、異国被下銀（いこくくだされぎん）とも呼ばれた。
表面には、「寳」字および大黒図柄が打たれ、その極印は宝永四ツ宝丁銀のものと同一であり、これに加えて中央部に「正」字の極印が打たれる点で人参代往古丁銀と区別され、品位は慶長丁銀と同一であり、「正」とは「正銀」であり本来の銀品位であるとの意味である。人参代往古銀が貿易取引目的に対し、正字丁銀は賞賜用の色が濃いものであった。『金銀図録』によると対応する「正」字極印を打った豆板銀も鋳造された様であるが、正字豆板銀は現存未確認である。

## 略史
徳川将軍代替わりの祝賀に来日した朝鮮通信使に贈る特鋳銀として発行されたものであり、当時の通用銀である質の悪い宝永四ツ宝丁銀では儀礼的に適切でないとの判断から、当時流通していた質の悪い宝永丁銀の代わりに良質な慶長丁銀の品位に合わせて特別に鋳造された丁銀であり、これを幕府が保管して必要に応じて使用した。また琉球からの使節に対しての賞賜用にも同様に正字丁銀が用いられた。

## 宝永正字丁銀の品位
規定品位は銀80％（一割二分引き）、銅20％である。ただし正銀とは八分入（98%）のより良質な銀品位の灰吹銀であるともいわれる。

## 宝永正字丁銀の鋳造量
京および江戸の銀座で合わせて約40貫の鋳造高である。